# جو جو آدامز
جو جو آدامز (بالإنجليزية: Jo Jo Adams)‏ هو عازف جاز أمريكي، ولد في 1918 في ألاباما في الولايات المتحدة، وتوفي في 27 فبراير 1988 في شيكاغو في الولايات المتحدة.

## وصلات خارجية
- جو جو آدامز على موقع ميوزك برينز (الإنجليزية)
- جو جو آدامز على موقع ديسكوغز (الإنجليزية)